# Ga Myeongnyun
Ga Myeongnyun (tiếng Hàn: 명륜역; Hanja: 明倫驛) là ga của Busan Metro tuyến 1 ở Myeongnyun-dong, Dongnae, Busan, Hàn Quốc.

## Liên kết
- (tiếng Hàn) Thông tin ga từ Tổng công ty vận chuyển Busan